# Lukko
Il Lukko è una squadra di hockey su ghiaccio con sede a Rauma (Finlandia), facente parte della Liiga, la massima lega finlandese di hockey.

## Storia
Il club è stato fondato nel 1936 come Rauma Woodin Lukko e gioca le sue gare interne all'Äijänsuo Arena.
Ha vinto due volte il titolo nazionale: nel 1962–1963 e nel 2020-2021.